# El Ksiba
El Ksiba (in arabo القصيبة‎?, al-Qṣība) è un comune del Marocco situato nella regione di Béni Mellal-Khénifra.